# Tour de France 1909
7. Tour de France rozpoczął się 5 lipca, a zakończył 1 sierpnia 1909 roku w Paryżu. Wystartowała rekordowa liczba kolarzy, bo 150 zawodników, ukończyło 55. Zwyciężył po raz pierwszy kolarz spoza Francji, François Faber z Luksemburga.
W 1909 roku, podobnie jak w czterech poprzednich wyścigach postanowiono ustalać klasyfikację generalną na podstawie punktów zdobywanych przez kolarzy na poszczególnych etapach. Na podstawie przeliczeń (miejsce, uzyskany czas i punkty dodatkowe) po każdym etapie najmniej „oczek” zdobył François Faber, który tym samym został zwycięzcą siódmej edycji Tour de France.
Kolarze rywalizowali na tej samej trasie co poprzednich dwóch edycjach tego wyścigu.

## Etapy
| Etap | Data       | Trasa              | Dystans | Zwycięzca            | Lider wyścigu        |
| ---- | ---------- | ------------------ | ------- | -------------------- | -------------------- |
| 1    | 5 lipca    | Paryż - Roubaix    | 272 km  | Cyrille Van Hauwaert | Cyrille Van Hauwaert |
| 2    | 7 lipca    | Roubaix - Metz     | 398 km  | François Faber       | François Faber       |
| 3    | 9 lipca    | Metz - Belfort     | 259 km  | François Faber       | François Faber       |
| 4    | 11 lipca   | Belfort - Lyon     | 309 km  | François Faber       | François Faber       |
| 5    | 13 lipca   | Lyon - Grenoble    | 311 km  | François Faber       | François Faber       |
| 6    | 15 lipca   | Grenoble - Nicea   | 346 km  | François Faber       | François Faber       |
| 7    | 17 lipca   | Nicea - Nîmes      | 345 km  | Ernest Paul          | François Faber       |
| 8    | 19 lipca   | Nîmes - Tuluza     | 303 km  | Jean Alavoine        | François Faber       |
| 9    | 21 lipca   | Tuluza - Bajonna   | 299 km  | Constant Ménager     | François Faber       |
| 10   | 23 lipca   | Bajonna - Bordeaux | 269 km  | François Faber       | François Faber       |
| 11   | 25 lipca   | Bordeaux - Nantes  | 391 km  | Louis Trousselier    | François Faber       |
| 12   | 27 lipca   | Nantes - Brest     | 321 km  | Gustave Garrigou     | François Faber       |
| 13   | 29 lipca   | Brest - Caen       | 424 km  | Paul Duboc           | François Faber       |
| 14   | 1 sierpnia | Caen - Paryż       | 250 km  | Jean Alavoine        | François Faber       |

## Klasyfikacja końcowa
| Lp  | Zawodnik             | Kraj       | Zespół   | Punkty |
| --- | -------------------- | ---------- | -------- | ------ |
| 1.  | François Faber       | Luksemburg | Alcyon   | 37     |
| 2.  | Gustave Garrigou     | Francja    | Alcyon   | 57     |
| 3.  | Jean Alavoine        | Francja    | Alcyon   | 66     |
| 4.  | Paul Duboc           | Francja    | Alcyon   | 70     |
| 5.  | Cyrille Van Hauwaert | Belgia     | Alcyon   | 92     |
| 6.  | Ernest Paul          | Francja    | –        | 95     |
| 7.  | Constant Ménager     | Francja    | Le Globe | 102    |
| 8.  | Louis Trousselier    | Francja    | Alcyon   | 114    |
| 9.  | Eugène Christophe    | Francja    | –        | 139    |
| 10. | Aldo Bettini         | Włochy     | –        | 142    |